# Premier Division 2011-2012 (Gibilterra)
La Premier Division 2011-2012 è stata la 113ª edizione della massima serie del campionato di Gibilterra di calcio. La stagione è iniziata il 8 ottobre 2011 e si è conclusa il 2 aprile 2012. Il Lincoln ha vinto il torneo per la diciassettesima volta nella sua storia.

## Squadre partecipanti
- Glacis United
- Lincoln Red Imps
- Lions Gibraltar
- St Joseph's
- SJ Athletic Corinthians
- Manchester 62

## Classifica
|                       | Pos. | Squadra                 | Pt | G  | V  | N | P  | GF | GS  | DR  |
| --------------------- | ---- | ----------------------- | -- | -- | -- | - | -- | -- | --- | --- |
| Gibilterra (bandiera) | 1.   | Lincoln FC              | 54 | 20 | 17 | 3 | 0  | 82 | 18  | +64 |
|                       | 2.   | St Joseph's             | 38 | 20 | 10 | 8 | 2  | 54 | 23  | +23 |
|                       | 3.   | Manchester 62           | 31 | 20 | 9  | 4 | 7  | 35 | 31  | +4  |
|                       | 4.   | Glacis United           | 25 | 20 | 7  | 4 | 9  | 43 | 43  | 0   |
|                       | 5.   | Lions Gibraltar         | 18 | 20 | 4  | 6 | 10 | 28 | 40  | -12 |
|                       | 6.   | SJ Athletic Corinthians | 1  | 20 | 0  | 1 | 19 | 15 | 102 | -87 |

Legenda:

      Campione di Gibilterra
Note:

Tre punti a vittoria, uno a pareggio, zero a sconfitta.

## Verdetti
- Campione di Gibilterra:  Lincoln Red Imps